# Кшижево (Браневський повіт)
Кшижево (пол. Krzyżewo, нім. Kreutzdorf) — село в Польщі, у гміні Фромборк Браневського повіту Вармінсько-Мазурського воєводства.
Населення — 70 осіб (2011).
У 1975-1998 роках село належало до Ельблонзького воєводства.

## Демографія
Демографічна структура станом на 31 березня 2011 року:
|          | Загалом | Допрацездатний вік | Працездатний вік | Постпрацездатний вік |
| -------- | ------- | ------------------ | ---------------- | -------------------- |
| Чоловіки | 41      | 5                  | 31               | 5                    |
| Жінки    | 29      | 3                  | 20               | 6                    |
| Разом    | 70      | 8                  | 51               | 11                   |